# Huernia haddaica
Huernia haddaica är en oleanderväxtart som beskrevs av Hemaid. Huernia haddaica ingår i släktet Huernia och familjen oleanderväxter. Inga underarter finns listade i Catalogue of Life.